# Прирітка західна
Прирітка західна (Platysteira hormophora) — вид горобцеподібних птахів прирітникових (Platysteiridae).

## Поширення
Вид поширений в Західній Африці від Сьєрра-Леоне до Беніну. Природними середовищами існування є субтропічні або тропічні вологі низинні ліси, субтропічні або тропічні болота та волога савана.